# Maneco
Maneco, właśc. Manoel Anselmo da Silva (ur. 22 czerwca 1922 w Cachoeiras de Macacu, zm. 22 listopada 1956 w Rio de Janeiro) – brazylijski piłkarz, występujący podczas kariery na pozycji napastnika.

## Kariera klubowa
Maneco podczas piłkarskiej kariery występował w Américe Rio de Janeiro.

## Kariera reprezentacyjna
W reprezentacji Brazylii Maneco zadebiutował 29 marca 1947 w zremisowanym 0-0 meczu z reprezentacją Urugwaju, którego stawką było Copa Rio Branco 1947. Był to jego jedyny występ w reprezentacji.